# Eyprepocnemis pulchra
Eyprepocnemis pulchra är en insektsart som beskrevs av Bolívar, I. 1902. Eyprepocnemis pulchra ingår i släktet Eyprepocnemis och familjen gräshoppor. Inga underarter finns listade i Catalogue of Life.